# Zumikon
Zumikon – miejscowość i gmina (Politische Gemeinde) w północnej Szwajcarii, w kantonie Zurych, w okręgu (Bezirk) Meilen.

## Demografia
W Zumikonie mieszkają 5633 osoby. W 2021 roku 24,9% populacji gminy stanowiły osoby urodzone poza Szwajcarią.

## Transport
Przez teren gminy przebiegają autostrada A52.